# 利希滕施泰因城堡

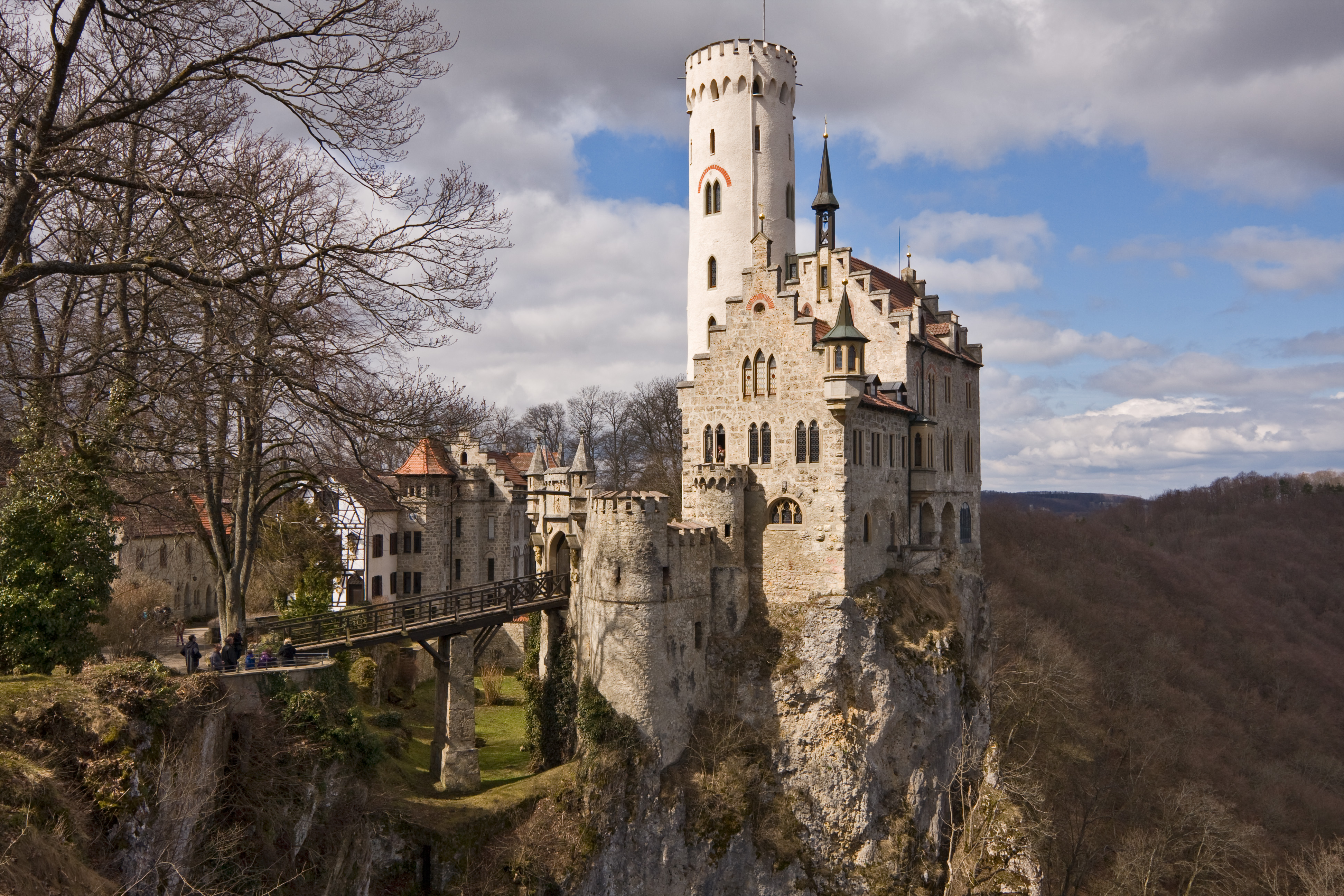
利希滕施泰因城堡

利希滕施泰因城堡（德語：Schloss Lichtenstein）是19世纪在德国巴登-符腾堡州罗伊特林根县内建造的一座历史主义风格宫殿。

## 位置
利希滕施泰因城堡位于施瓦本山西北埃哈茨河谷的陡壁上，海拔约817米。在城堡东南约500米处还有中世纪老利希滕施泰因城堡的废墟。

## 历史
1381年在今天宫殿附近的老利希滕施泰因城堡在施瓦本城市战争中被毁放弃后，1390年在今天宫殿的地方建造了一座城堡。这座城堡被看作是中世紀後期最强壮的城堡之一，它抵挡了所有敌人的进攻。但是随着时间的变迁它丧失了其战略地位。1567年施瓦本公爵把他的驻地从这里迁走，它只被用做看管森林的建筑。在三十年战争中哈布斯堡王朝蒂罗尔支获得了这座城堡作为抵押。此后它逐渐荒废。
1687年最后一名利希滕施泰因领主在与土耳其人作战时阵亡，由于没有人知道他有任何后代因此这个家族灭绝。今天在利希滕施泰因城堡的大廳里还画有原利希滕施泰因家族的徽章：蓝底上金色的天使翅膀。

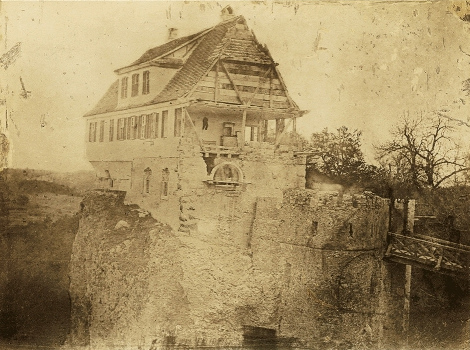
1839年原城堡废墟上建造的猎屋被拆前的景象

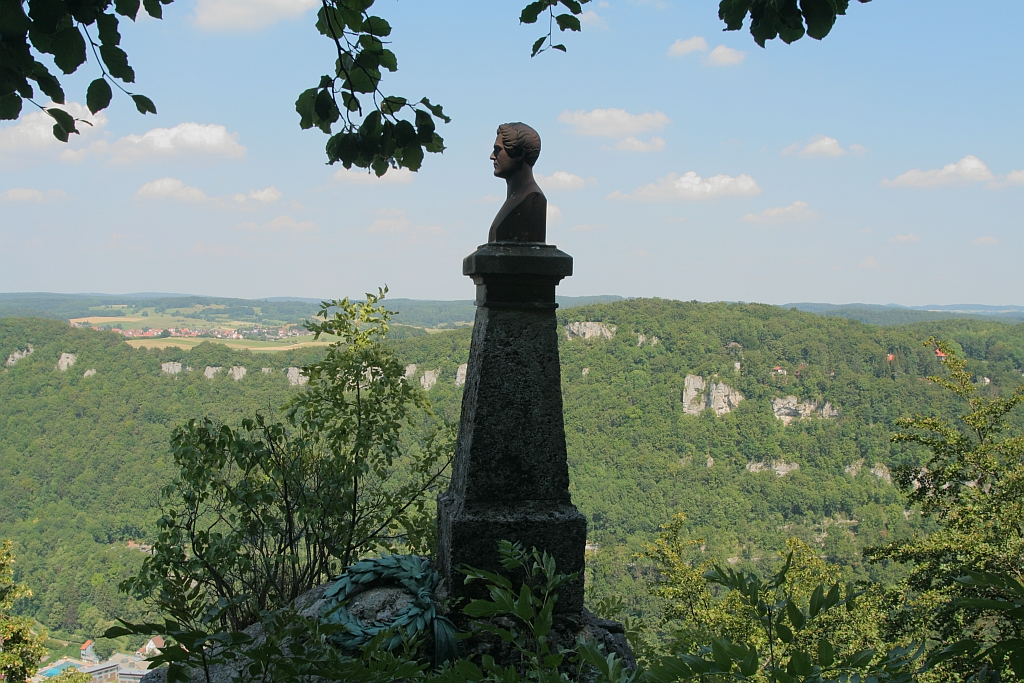
威廉·豪夫像

1802年，後來成為符騰堡國王的腓特烈一世下令把城堡废墟拆除，建造了一座猎屋。
随着19世纪浪漫主义的盛行越来越多人对骑士感兴趣。1826年威廉·豪夫发表了他的小说《利希滕施泰因》，小说以中世纪后期的利希滕施泰因城堡为主要地点。1837年一名伯爵买下利希滕施泰因城堡所在的猎屋。这位伯爵特别喜欢收集武器、盔甲和图画，他需要一个收藏这些东西的地方。豪夫的小说给他留下了深刻的印象，因此他想建造一座和过去一样的骑士城堡。他把猎屋拆除，按照19世纪里设想的骑士城堡的样子从1840年到1842年建造了一座宫殿。此后他在周围又建造了其它建筑物，此外他还设计了一道防御设施围绕他的城堡。
从1998年开始宫殿的第二和三层楼在修复中。
今天宫殿的内部可以在导游陪同下参观，外部和庭院则可以自由参观。
吕根岛上一座1868年建造的宮殿基本上是复制利希滕施泰因城堡建成的。